# Lyngholmen (Øygarden)
Ne doit pas être confondu avec Lyngholmen.
Lyngholmen est une île dans le landskap Sunnhordland du comté de Vestland. Elle appartient administrativement à Øygarden.

## Géographie
Rocheuse et couverte d'arbres, elle s'étend sur environ 189 m de longueur pour une largeur approximative de 83 m. 